# Ted Stevens
Pour les articles homonymes, voir Stevens.
Theodore Fulton Stevens dit Ted Stevens, né le 18 novembre 1923 à Indianapolis et mort le 9 août 2010 près d'Aleknagik dans un accident d'avion, est un homme politique américain, sénateur de l'Alaska au Congrès des États-Unis de 1968 à 2009.

## Biographie
Ted Stevens est né le 18 novembre 1923 à Indianapolis dans l'État de l'Indiana.
Durant la Seconde Guerre mondiale, il est pilote en Chine dans l'armée de l'air avec le grade de lieutenant.
Après la guerre, il obtient sa licence (baccalauréat universitaire) à université de Californie à Los Angeles et fait ses études de droit à l'université Harvard, puis il s'installe au début des années 1950 dans le territoire de l'Alaska à Fairbanks où il est nommé procureur général en 1953.
En 1956, Stevens rejoint Washington D.C. en tant que conseiller légal et assistant du secrétaire d'État à l'Intérieur, Fred Seaton, où il défend le principe du changement de statut de l'Alaska et d'Hawaï, lesquels deviennent des États en 1959.
En 1960, le président Dwight D. Eisenhower le nomme en tant que juriste au Département de l'Intérieur. De retour en Alaska, Stevens reprend son métier d'avocat à Anchorage.
En 1964, il est élu à la Chambre des représentants de l'Alaska puis devient chef de la majorité républicaine lors de son second mandat. En décembre 1968, le gouverneur de l'Alaska, Walter Hickel, le nomme sénateur au Congrès fédéral après la mort du titulaire Bob Bartlett. En 1970, les électeurs confirment Stevens pour terminer le mandat de Bartlett.
Il est réélu à six reprises en 1972, 1978, 1984, 1990, 1996 et 2002.
Sénateur, Stevens a participé à de nombreuses commissions sénatoriales dont celles des affaires gouvernementales ou au comité d'éthique. Il a cherché depuis le début des années 1980 à autoriser l'exploration pétrolière dans un des vastes parcs nationaux de son État. Depuis l'arrivée de George W. Bush à la Maison-Blanche, il avait espoir que cette exploration pétrolière aboutirait. Or, à plusieurs reprises, son amendement est bloqué par une petite majorité de ses collègues du Sénat alliant quelques républicains aux démocrates, sensibles aux arguments des défenseurs de la virginité d'une région arctique à peu près inhabitée. Stevens justifie sa position par le besoin qu'ont les États-Unis de diversifier leurs sources d'approvisionnement énergétique.
En 2003, le journal Los Angeles Times l'accuse d'enrichissement personnel dans le cadre de ses fonctions : il est inculpé en juillet 2008 pour avoir bénéficié sans les déclarer, entre 1999 et 2006, de cadeaux et de services d'une entreprise énergétique pour un total de plus de 250 000 $, afin notamment d'effectuer des travaux à son domicile. Il est jugé coupable par un jury fédéral des 7 chefs d'accusations en octobre 2008. Il fait alors appel, affirmant que des « preuves susceptibles de le disculper » avaient été cachées et qu'un témoin à décharge n'avait pas été entendu.
Bien qu'âgé de 84 ans et condamné par la justice, il est candidat alors à un 7e mandat de sénateur aux élections du 4 novembre 2008. D'abord donné gagnant de justesse, c'est après recomptage et prise en compte des votes par correspondance qu'il doit s'incliner par 3 724 voix avec 46,6 % des suffrages devant le maire démocrate d’Anchorage, Mark Begich (47,7 %).
En avril 2009, constatant que des informations n'avaient pas été communiquées à la défense durant le procès de Stevens, le ministre américain de la Justice Eric Holder, suivant la décision du juge fédéral Emmet G. Sullivan (en), abandonne, pour vice de procédure, toutes les charges qui avaient conduit à la condamnation de Ted Stevens.
Le 4 décembre 1978, il avait survécu à un accident d'avion à l'aéroport d'Anchorage, dans lequel sa première épouse avait trouvé la mort. Ted Stevens meurt le 9 août 2010 dans l'accident d'un avion monomoteur à hélice, de type DeHavilland DHC-3T, qui s'est écrasé à environ 16 kilomètres au nord-ouest d'Aleknagik en Alaska.

## Hommages
L'aéroport international d'Anchorage Ted-Stevens porte son nom (Ted Stevens Anchorage International Airport).